# N964 (België)
De N964 is een gewestweg in de Belgische provincie Namen. Deze weg vormt de verbinding tussen Couvin en Cul-des-Sarts nabij de Franse grens, waar de weg verder loopt als de D32 naar Éteignières.
De totale lengte van de N964 bedraagt ongeveer 13 kilometer.

## Plaatsen langs de N964
- Couvin
- Brûly-de-Pesche
- Cul-des-Sarts